# Балліко (Каліфорнія)
Балліко (англ. Ballico) — переписна місцевість (CDP) в США, в окрузі Мерсед штату Каліфорнія. Населення — 347 осіб (2020).

## Географія
Балліко розташоване за координатами 37°27′7″ пн. ш. 120°42′13″ зх. д. / 37.45194° пн. ш. 120.70361° зх. д. (37.451917, -120.703707).  За даними Бюро перепису населення США в 2010 році переписна місцевість мала площу 7,83 км², уся площа — суходіл.

## Демографія
Згідно з переписом 2010 року, у переписній місцевості мешкало 406 осіб у 121 домогосподарстві у складі 96 родин. Густота населення становила 52 особи/км².  Було 132 помешкання (17/км²).
Расовий склад населення:
| - 58,4 % — білих - 2,7 % — азіатів - 0,7 % — корінних американців - 0,5 % — вихідців з тихоокеанських островів - 0,5 % — чорних або афроамериканців - 31,5 % — осіб інших рас |

До двох чи більше рас належало 5,7 %. Частка іспаномовних становила 51,7 % від усіх жителів.
За віковим діапазоном населення розподілялося таким чином: 29,6 % — особи молодші 18 років, 61,3 % — особи у віці 18—64 років, 9,1 % — особи у віці 65 років та старші. Медіана віку мешканця становила 31,1 року. На 100 осіб жіночої статі у переписній місцевості припадало 113,7 чоловіків;  на 100 жінок у віці від 18 років та старших — 108,8 чоловіків також старших 18 років.
Середній дохід на одне домашнє господарство  становив 51 734 долари США (медіана — 28 571), а середній дохід на одну сім'ю — 76 290 доларів (медіана — 61 250). За межею бідності перебувало 26,7 % осіб, у тому числі 41,3 % дітей у віці до 18 років та 11,9 % осіб у віці 65 років та старших.
Цивільне працевлаштоване населення становило 121 осіб. Основні галузі зайнятості: освіта, охорона здоров'я та соціальна допомога — 24,8 %, транспорт — 21,5 %, виробництво — 19,0 %.